# Алек Поттс
Алек Поттс (англ. Alec Potts, нар. 19 лютого 1996, Клейтон, Австралія) — австралійський лучник, бронзовий призер Олімпійських ігор 2016 року.

## Виступи на Олімпіадах
| Олімпіада           | Дисципліна             | Місце |
| ------------------- | ---------------------- | ----- |
| Ріо-де-Жанейро 2016 | індивідуальна першість | 33    |
| Ріо-де-Жанейро 2016 | командна першість      | 3     |